# Saison 2014-2015 de l'AC Ajaccio
Chronologie
Saison précédente Saison suivante
Cette saison voit le club s'engager dans trois compétitions que sont la Ligue 2, la Coupe de France et la Coupe de la Ligue.

## Matchs
| 1re journée                          | AC Arles-Avignon | 0 - 0 | AC Ajaccio | Parc des Sports, Avignon |  |
| Vendredi 1er août 2014 17h00 (UTC+1) |                  | (0-0) |            |                          |  |

| 2e journée                       | AC Ajaccio | 0 - 2 | FC Sochaux-Montbéliard                        | Stade François-Coty, Ajaccio |  |
| Samedi 9 août 2014 21h00 (UTC+1) |            | (0-2) | 36e Jean-Pascal Mignot · 41e Karl Toko-Ekambi |                              |  |

| 3e journée                       | GFC Ajaccio | 0 - 2 | AC Ajaccio                                | Stade Ange-Casanova, Ajaccio |  |
| Lundi 18 août 2014 17h00 (UTC+1) |             | (0-2) | 14e Nicolas Fauvergue · 33e Dennis Oliech |                              |  |

| 4e journée                          | AC Ajaccio          | 1 - 0 | Tours FC | Stade François-Coty, Ajaccio |  |
| Vendredi 22 août 2014 20h00 (UTC+1) | 75e Benoît Pedretti | (0-0) |          |                              |  |